# Наши сумасшедшие годы
«Наши сумасшедшие годы» (фр. Nos années folles) — французский драматический фильм 2017 года, поставленный режиссёром Андре Тешине. Мировая премьера картины состоялась на 70-м Каннском международном кинофестивале, где она участвовала во внеконкурсной программе.

## Сюжет
Фильм рассказывает историю жизни Поля Граппа, который, после ранения на фронтах Первой мировой войны, становится дезертиром. Его жена Луиза, чтобы скрыть мужа, маскирует его под женщину. В Париже бурных 1920-х годов Поль становится Сюзанной. В 1925 году, став наконец амнистированным, «Сюзанна» попытается вновь стать Полем.

## В ролях
| Актёр                 | Роль        |
| --------------------- | ----------- |
| Пьер Деладоншам       | Поль Граппе |
| Селин Саллетт         | Луиза       |
| Грегуар Лепренс-Ренге | Шарль       |
| Мишель Фо             | Самюэль     |